# Feuchtwiese am Lößnitzweg

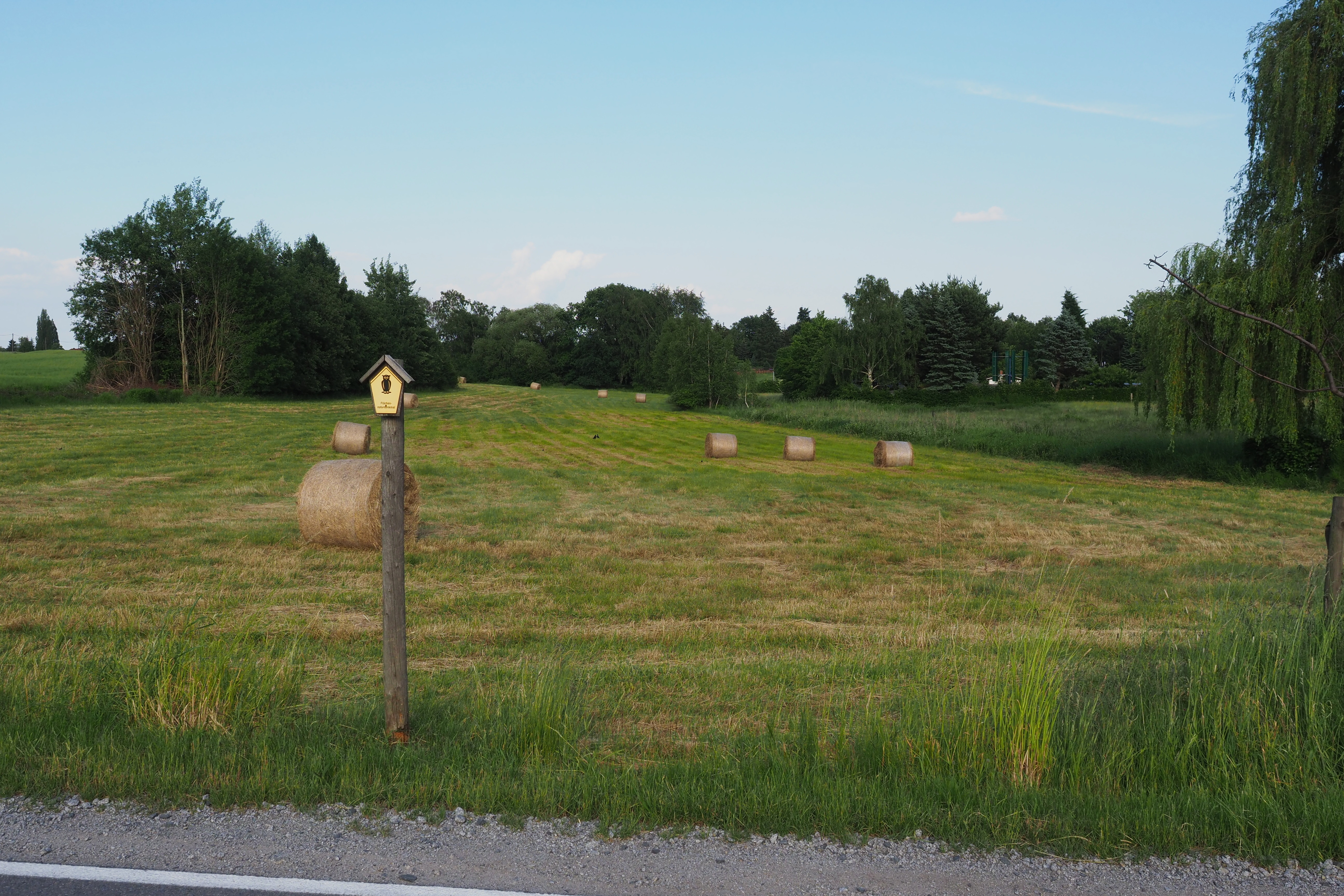
Flächennaturdenkmal Feuchtwiese am Lößnitzweg

Die Feuchtwiese am Lößnitzweg ist eine extensiv genutzte Feuchtwiese im Dresdner Stadtteil Wilschdorf, die als Flächennaturdenkmal (ND 42) unter Schutz steht.

## Geografie
Die Wiese befindet sich im Südwesten der Gemarkung Wilschdorf, etwas nördlich der Jungen Heide. Sie befindet sich vollständig im Landschaftsschutzgebiet (LSG) Wilschdorf-Rähnitzer Sandhügelland. Das Flächennaturdenkmal erstreckt sich auf 1,8 Hektar, wobei die längste Stelle etwa 280 Meter und die breiteste rund 120 Meter misst.
Der Lößnitzgraben entwässert die Wiese in östlicher Richtung, bevor er sich gen Südosten wendet und kurz vor der Gemarkungsgrenze Wilschsdorfs in der Jungen Heide in den Pfarrbuschgraben mündet.

## Schutzgegenstand
In der Verordnung der Landeshauptstadt Dresden über das Flächennaturdenkmal „Feuchtwiese am Lößnitzweg“ sind die Sicherung und Erhaltung einer Feuchtwiese als Lebensstätte geschützter Tier- und Pflanzenarten sowie die Erhaltung der Seltenheit, Eigenart und landschaftstypischen Schönheit genannt. Auf der Wiese sind 13 Pflanzenarten der Roten Liste Sachsens nachgewiesen, darunter Fieberklee (Menyanthes trifoliata), Sumpfblutauge (Potentilla palustris) und Zittergras (Briza media). Auch die Sumpfdotterblume (Caltha palustris) kommt auf der Feuchtwiese vor.
Um ein Durchwachsen junger Bäume durch die dortige Hecke zu verhindern, wird diese abschnittsweise in den Wintermonaten auf den Stock zurückgeschnitten. Dabei wird darauf geachtet, dass immer genügend Heckenabschnitte als Lebensraum für Vögel vorhanden bleiben.